# Das lange Elend
Das lange Elend (OT: The Tall Guy) ist eine romantische Komödie aus dem Jahr 1989. Der Film war das Regiedebüt von Mel Smith. Beim Schreiben des Drehbuchs ließ Richard Curtis seine Erfahrungen aus der langjährigen Zusammenarbeit mit Rowan Atkinson einfließen.
Der Film enthält Gastauftritte von Melvyn Bragg und Jonathan Ross.

## Handlung
Hauptfigur und Erzähler ist Dexter King, ein amerikanischer Schauspieler, der in London arbeitet und in Camden Town gemeinsam mit seiner „gebildeten, charmanten … nymphomanischen“ Vermieterin zusammen lebt, ohne selbst eine Beziehung mit ihr zu unterhalten. Er spielt seit sechs Jahren den Tölpel in der langjährigen Doppelconférence The Tall Guy, in der Ron Anderson die Hauptrolle spielt.
Wegen seines chronischen Heuschnupfens sucht Dexter einen Arzt auf, wo er auf die Krankenschwester Kate trifft und sich rasch in sie verliebt.
Kurz darauf wird Dexter von Ron gefeuert. Nachdem ihm zunächst eine Rolle in einem neuen Stück von Steven Berkoff wegen „mangelnden Zorns“ verweigert wird, erhält Dexter die Hauptrolle in einem neuen Musical der Royal Shakespeare Company, das auf The Elephant Man basiert – eine boshafte Parodie der Musicals von Andrew Lloyd Webber mit Songs wie He’s Packing His Trunk und einem Finale, das mit den Worten endet: “Somewhere up in heaven there’s an angel with big ears!”
Während der Proben erliegt Dexter den Avancen einer verheirateten Mitdarstellerin. Am Premierenabend des neuen Musicals reimt sich Kate aus Indizien zusammen, dass Dexter eine Affäre hat, und verlässt ihn.
Nach einer im Fernsehen übertragenen Preisverleihung, in der sein ehemaliger Chef Ron jetzt mit Kate zusammen zu sein scheint, gibt Dexter, kurz bevor sich der Vorhang hebt, seine Rolle in Elephant! auf und plant einen leidenschaftlichen Appell an Kate, ihn zurückzunehmen. Dexter fesselt Ron in dessen Garderobe und stiehlt sein Auto, um Kate auf der geschäftigen Krankenhausstation seinen Fall darzulegen. Kate gibt ihm schließlich eine zweite Chance.

## Soundtrack
Der Soundtrack umfasst Labi Siffres It Must Be Love, gespielt von Madness. Im Film gibt es eine Montage, in der mehrere Figuren dieses Lied mitsingen, darunter ein Cameo-Auftritt des Madness-Sängers Suggs. Weitere Titel sind Let the Heartaches Begin (Long John Baldry), Heartbreak Hotel (Sam Williams), Breaking Up Is Hard to Do und Crying in the Rain (beide von Phil Pope).

## Alternative Version
Es gibt wesentliche Unterschiede zwischen der amerikanischen Ausgabe des Films und der Originalversion, darunter geschnittene und ersetzte Szenen sowie Übersprechen von britischen Slang-Ausdrücken und Popkultur-Bezügen. So werden zum Beispiel in der Szene, in der John Inman die Nominierten der Theaterpreise verliest, statt der britischen drei amerikanische Schauspieler genannt.

## Kritik
„Eine beschwingte, stellenweise etwas spröde Komödie, einfallsreich und mit vergnüglichen Dialogen, wenn auch einige bissige Seitenhiebe allzu geschmacklos ausfallen.“